# 안티파스토

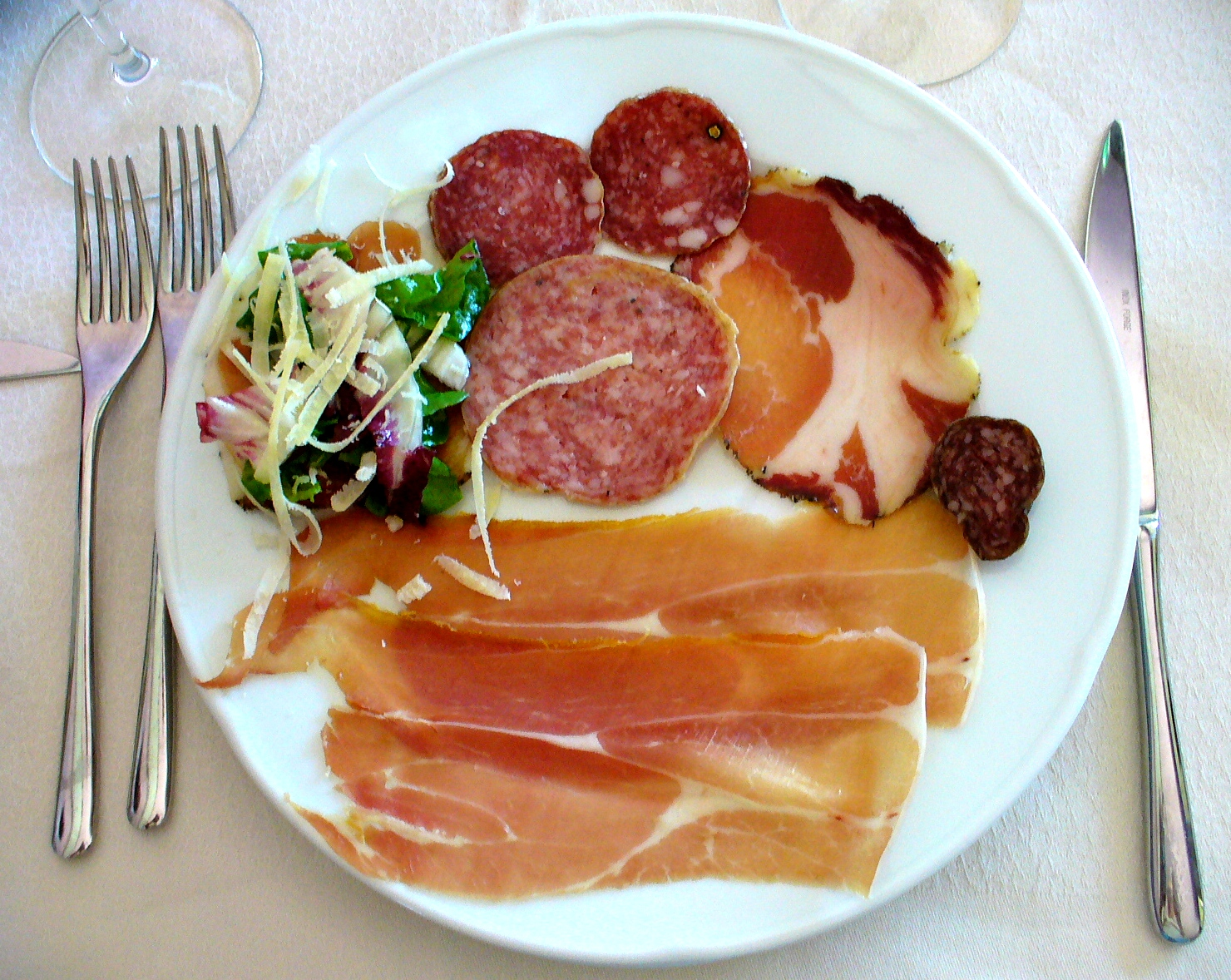

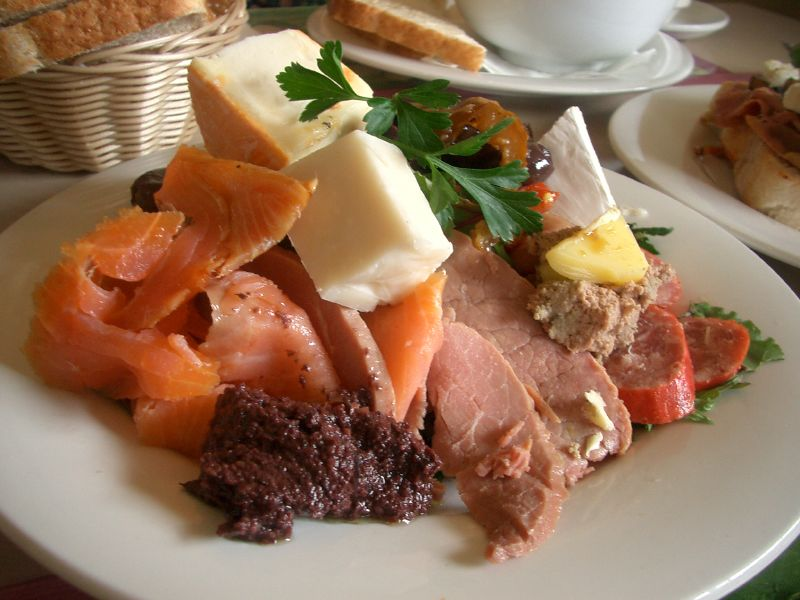

안티파스토(이탈리아어: antipasto)는 식사의 전통적인 첫 번째 과정이다. 전통적인 안티파스토의 성분은 염지 고기, 올리브, 페페론치노, 식용 버섯, 멸치, 아티초크, 다양한 치즈, 절인 고기 및 채소 기름 또는 식초 등이 있다. 안티파스토의 내용물은 지역 요리에 따라 크게 다르다.

## 같이 보기
- 메제
- 오르되브르
- 자쿠스카
- 타파스
- 이탈리아 요리의 식사 구성